# Марейке Схар
Марейке Схар (нід. Marijke Schaar; нар. 12 листопада 1944) — колишня нідерландська тенісистка.
Найвищу одиночну позицію світового рейтингу — 21 місце досягла 1971 року.
Найвищим досягненням на турнірах Великого шолома був півфінал в одиночному розряді.

## Фінали за кар'єру

### Одиночний розряд (2 поразки)
| Результат | W/L | Дата     | Турнір                    | Покриття | Суперниця      | Рахунок  |
| --------- | --- | -------- | ------------------------- | -------- | -------------- | -------- |
| Поразка   | 0–1 | Лип 1972 | Gastein Ladies, Австрія   | Ґрунт    | Катя Еббінгаус | 5–7, 3–6 |
| Поразка   | 0–2 | Лип 1974 | Swedish Open 1974, Швеція | Ґрунт    | Сью Баркер     | 1–6, 5–7 |

### Парний розряд (1 поразка)
| Результат | W/L | Дата     | Турнір          | Покриття | Партнерка  | Суперниці                  | Рахунок  |
| --------- | --- | -------- | --------------- | -------- | ---------- | -------------------------- | -------- |
| Поразка   | 0–1 | Кві 1969 | Борнмут, Англія | Тверде   | Ада Баккер | Маргарет Корт Джуді Тегарт | 1–6, 4–6 |